# Prosopis juliflora

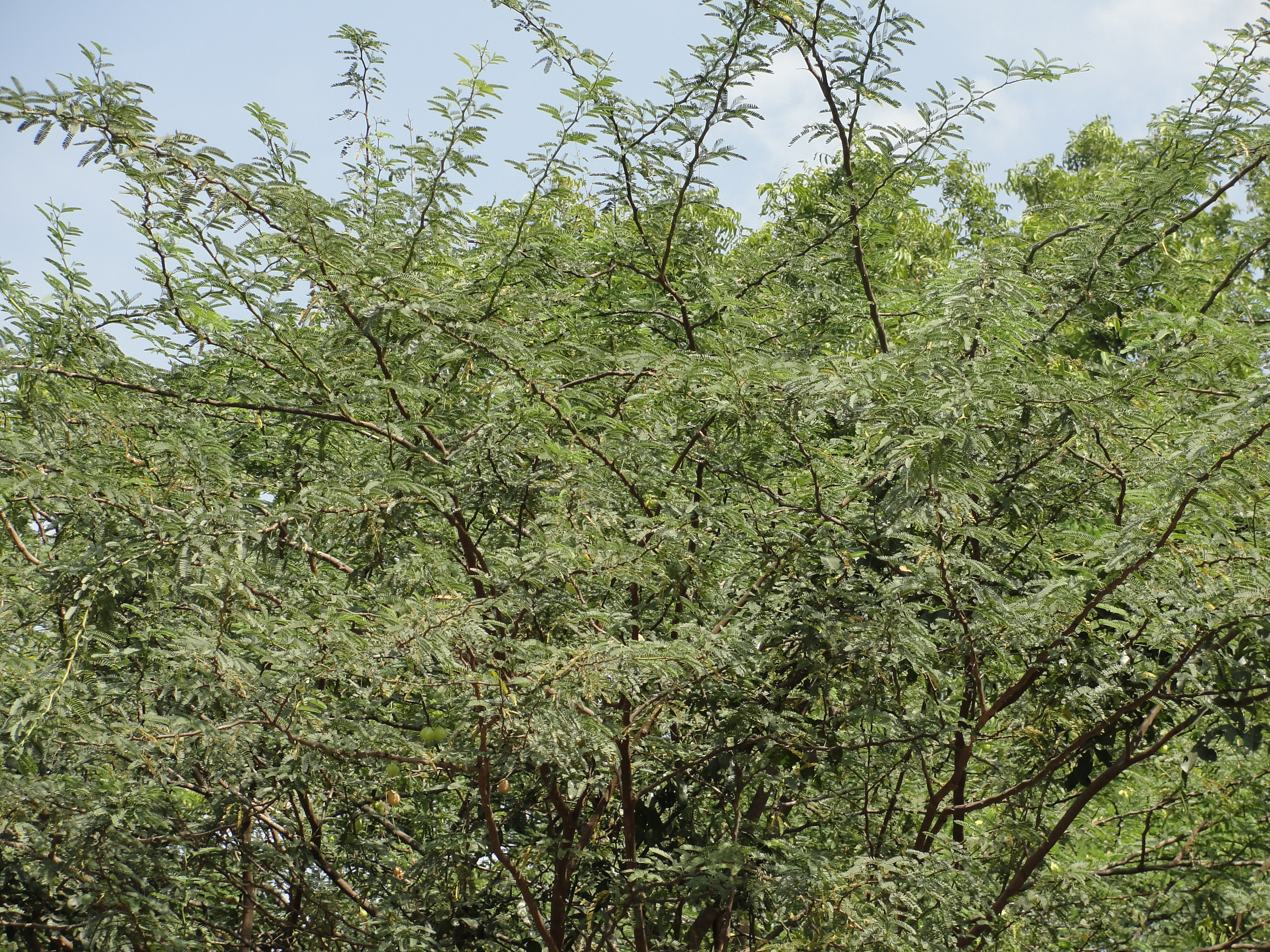
Paisatge amb Prosopis juliflora

Prosopis juliflora (en castellà: Bayahonda blanca), és un arbust o arbret que és planta nativa de Mèxic, Amèrica del Sud i el Carib, sovint anomenada mesquit o mezquite. Es considera una planta invasora a molts altres llocs però es fa servir per reforestar el desert de Thar, Índia.

## Descripció
Arriba a fer 12 m d'alt amb un tronc d'1,2 m de diàmetre. És caducifoli amb fulles compostes bipinnades. Les flors fan 5–10 cm. Els seus llegums fan de 20 a 30 cm de llargada i tenen de 10 a 30 llavors.
Les seves arrels poden ser molt llargues, l'any 1960 es van trobar de 53 m de llargada a Tucson, Arizona,.

## Usos
És planta farratgera, es fa servir la seva fusta i en gestió del paisatge. Conté gran quantitats del flavonol (-)-mesquitol en el cor de la seva fusta.

### Sinònims
Té molts sinònims:
- Acacia cumanensis Willd.
- Acacia juliflora (Sw.) Willd.
- Acacia salinarum (Vahl) DC.
- Algarobia juliflora (Sw.) Heynh.

Algarobia juliflora com va definir G. Bentham es refereix només a la varietat típica, Prosopis juliflora var. juliflora (Sw.) DC
- Desmanthus salinarum (Vahl) Steud.
- Mimosa juliflora Sw.
- Mimosa piliflora Sw.
- Mimosa salinarum Vahl
- Neltuma bakeri Britton & Rose
- Neltuma juliflora (Sw.) Raf.
- Neltuma occidentalis Britton & Rose
- Neltuma pallescens Britton & Rose
- Prosopis bracteolata DC.
- Prosopis cumanensis (Willd.) Kunth
- Prosopis domingensis DC.
- Prosopis dulcis Kunth var. domingensis (DC.)Benth.

C.S. Kunth's Prosopis dulcis is Smooth Mesquite (P. laevigata), while P. dulcis as described by W.J. Hooker is Caldén (P. caldenia).
- Prosopis vidaliana Fern.-Vill.